# رؤیای آمریکایی/کابوس آمریکایی
رؤیای آمریکایی / نایت مایر آمریکایی (انگلیسی:Dream American / American Knightmare) یک فیلم مستند تلویزیونی شوتایم آمریکایی محصول سال ۲۰۱۸ دربارهٔ سوگ کینگ به کارگردانی آنتوان فوکوآ می‌باشد.

## بازیگران
- ماریون "سوگ" نایت جونیور
- Marion "Suge" Knight Sr. ، پدر سوگ
- ماکسین نایت، مادر سوژ
- کاستلو نایت، دایی سوژ
- توماس نایت، دایی سوگ

## پخش
این فیلم در پخش شوتایم ساعت ۸:۳۰ شب در تاریخ ۲۱ دسامبر سال ۲۰۱۸. از تلویزیون منتشر شد.